# Boophis anjanaharibeensis
Boophis anjanaharibeensis is een kikker uit de familie gouden kikkers (Mantellidae). De soort werd voor het eerst wetenschappelijk beschreven door Franco Andreone in 1996. De soort behoort tot het geslacht Boophis.

## Leefgebied
De kikker is endemisch in Madagaskar, in de regio Sava. De soort leeft op een hoogte van 800 tot 1000 meter boven zeeniveau en komt onder andere voor in nationaal park Marojejy en het Anjanaharibe-Sudreservaat.